# Palazzo Albrizzi
Palazzo Albrizzi (o Palazzo Bonomo Albrizzi) è un palazzo di Venezia, situato nel sestiere di San Polo, nelle vicinanze del Ponte delle Tette e poco distante da Campo San Polo e da Sant'Aponal.

## Storia

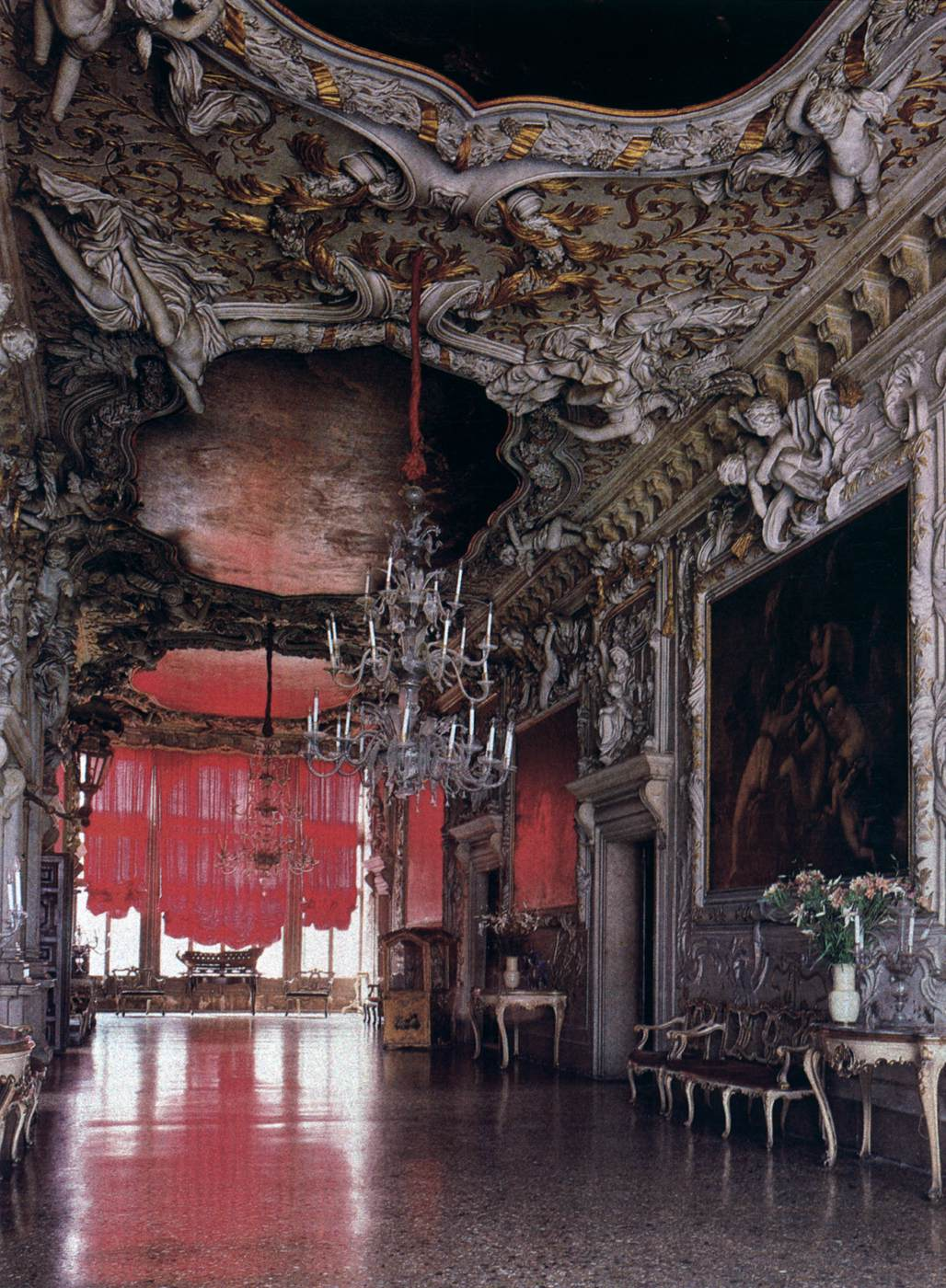
Il Portego del primo piano.

Il palazzo venne qui costruito per volontà della famiglia Bonomo, sul finire del XVI secolo.

Nel 1648, una parte dell'edificio venne acquistata da Maffeo II Albrizzi. Nel 1667 gli Albrizzi vennero ammessi al Patriziato veneziano e nel 1692 l'intero palazzo divenne proprietà dei figli di Maffeo: Giovan Battista, Antonio, Giuseppe e Alessandro.
Tipica dimora signorile cinquecentesca, il palazzo si è conservato particolarmente bene nelle sue caratteristiche architettoniche originarie, arrivando a essere ancora oggi la casa della nobile famiglia veneziana degli Albrizzi.

## Architettura
Palazzo Albrizzi si articola su tre livelli, con mezzanino e ammezzato nel sottotetto. Presenta due facciate principali, una su Campiello Albrizzi e una sul rio. Entrambe sono caratterizzate centralmente ai due piani nobili da serliane sovrapposte e da quattro monofore per piano in cornice lapidea. 
Due coppie di comignoli di grandi dimensioni, con funzione decorativa affine a quella delle guglie, caratterizzano le estremità delle due facciate.
All'interno si conservano fastosi lavori a stucco di Abbondio Stazio e del suo discepolo Carpoforo Mazzetti Tencalla, che li eseguirono fra il 1699 e il 1710. Ai soffitti sono un ciclo di affreschi profani opera del 1701-02 di Giovanni Antonio Pellegrini. Inoltre vi conservano dipinti seicenteschi fra i quali un'Annunciazione di Pietro Liberi.
Casa Albrizzi conserva un importante archivio storico di cui fanno parte anche atti relativi ai possedimenti tirolesi della famiglia, in specie quelli relativi a Castel d'Enna in val d'Adige.

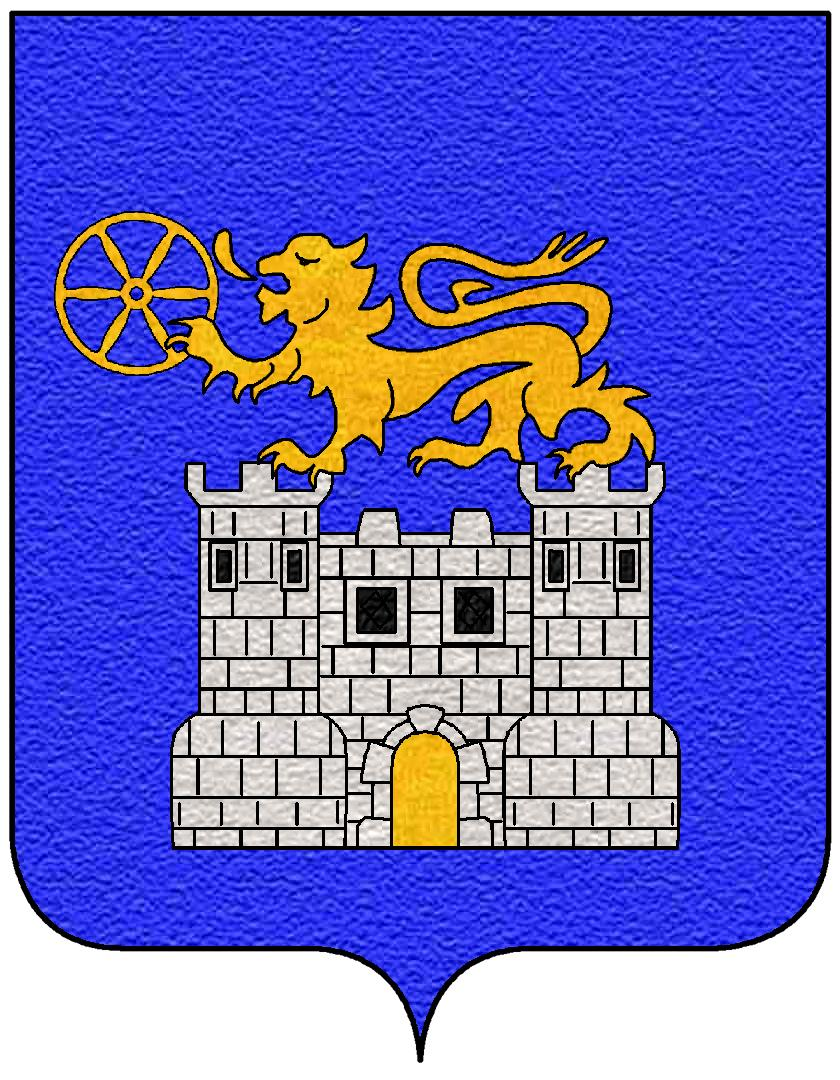
Lo stemma degli Albrizzi

Il palazzo ha un grande giardino privato ristrutturato alla fine degli anni '80 dall'architetto paesaggista statunitense Bruce Kelly: si trova sulla sponda opposta del rio su cui guarda la facciata ed è collegato alla residenza direttamente da un ponte riservato ai proprietari.

## Famiglia Albrizzi
Originari della Lombardia, si trasferirono a Venezia ove esercitarono come mercanti e avvocati. Misero a disposizione della Serenissima la loro flotta durante le guerre contro i Turchi e acquisirono gradualmente prestigio e ricchezza, tanto che il 31 maggio 1667 vennero ammessi al Patriziato veneziano e al Maggior Consiglio, al quale fornirono otto senatori e due Procuratori di San Marco.

## Galleria d'immagini

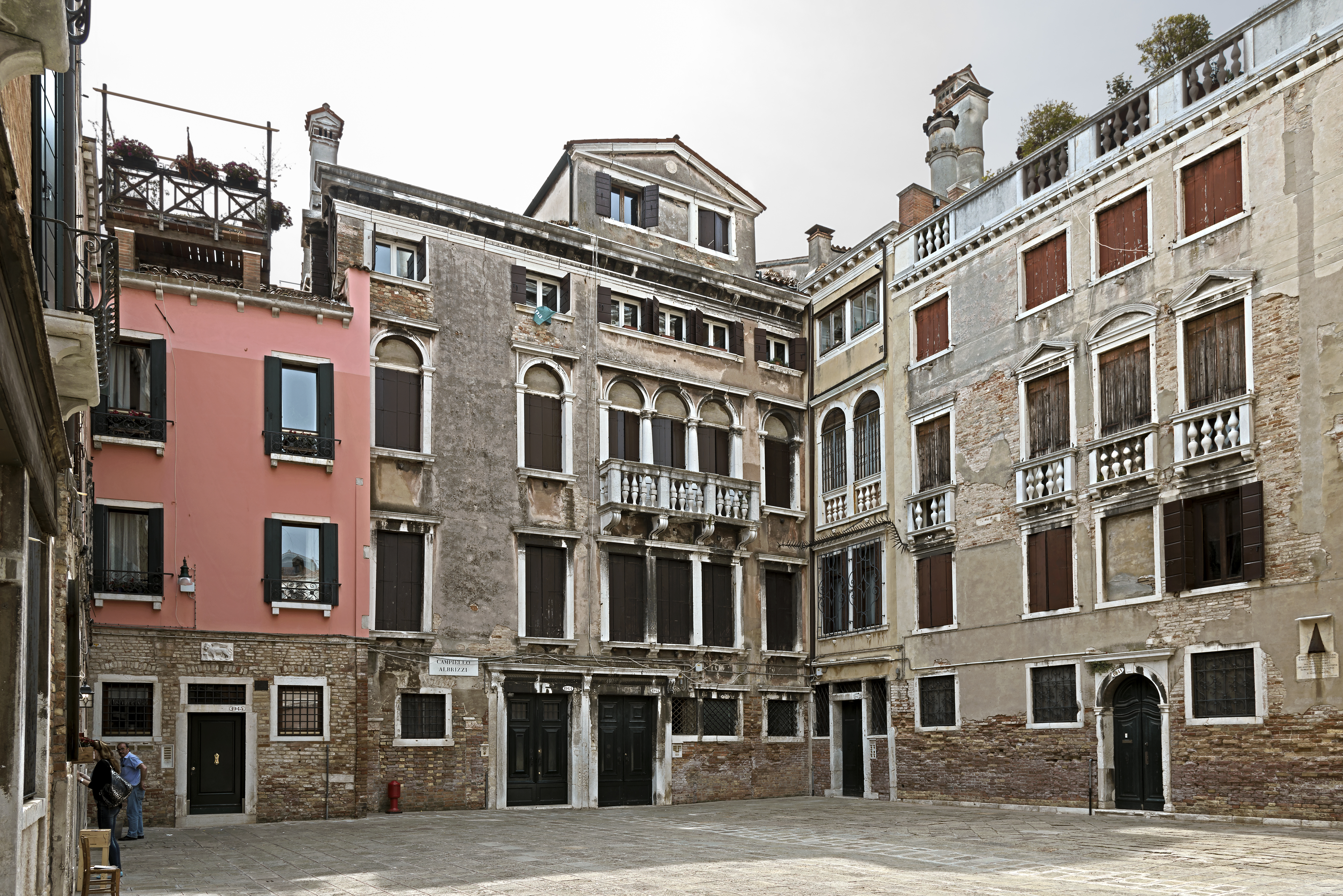
Campiello Albrizzi.
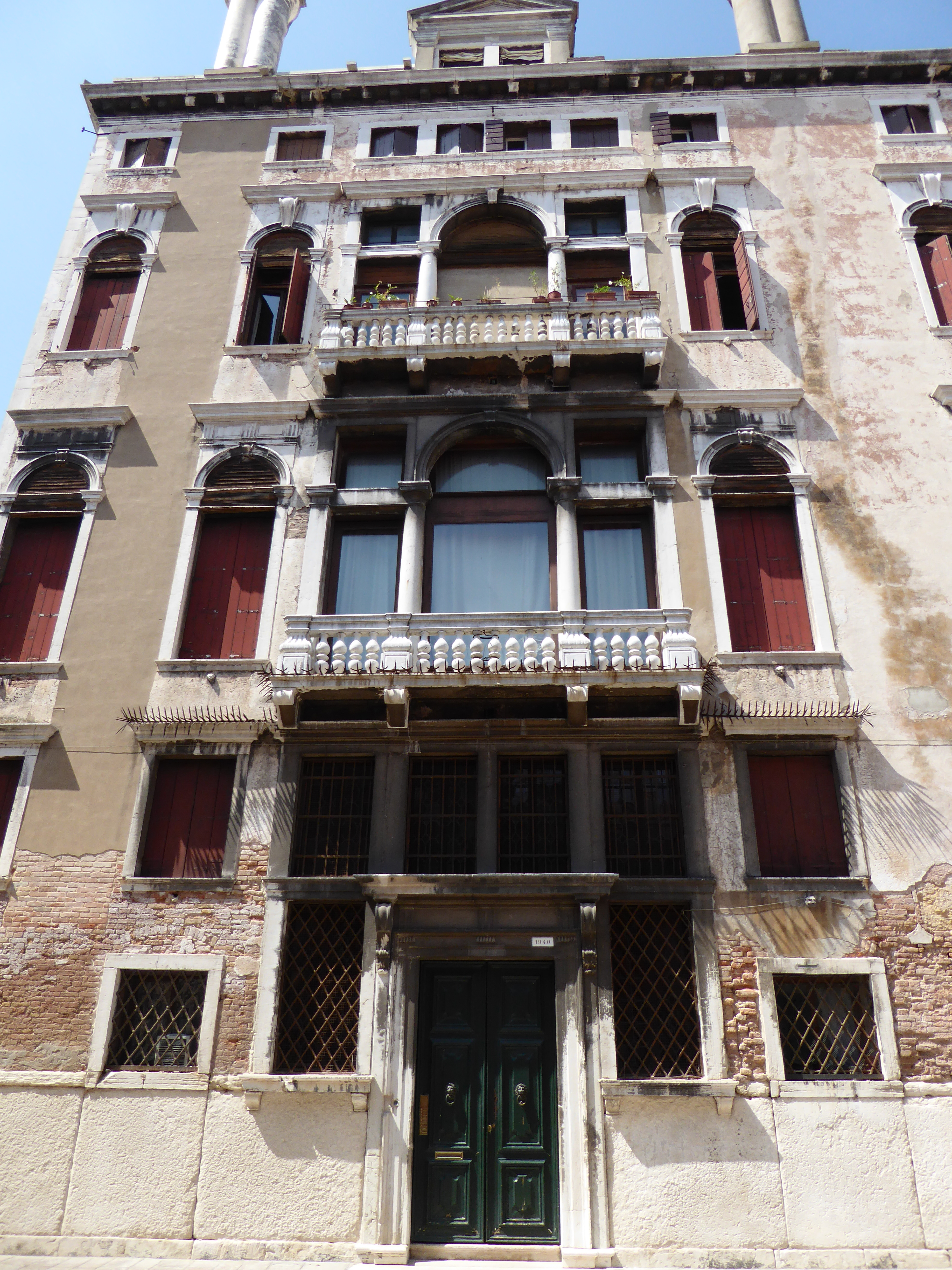
La facciata di terra.
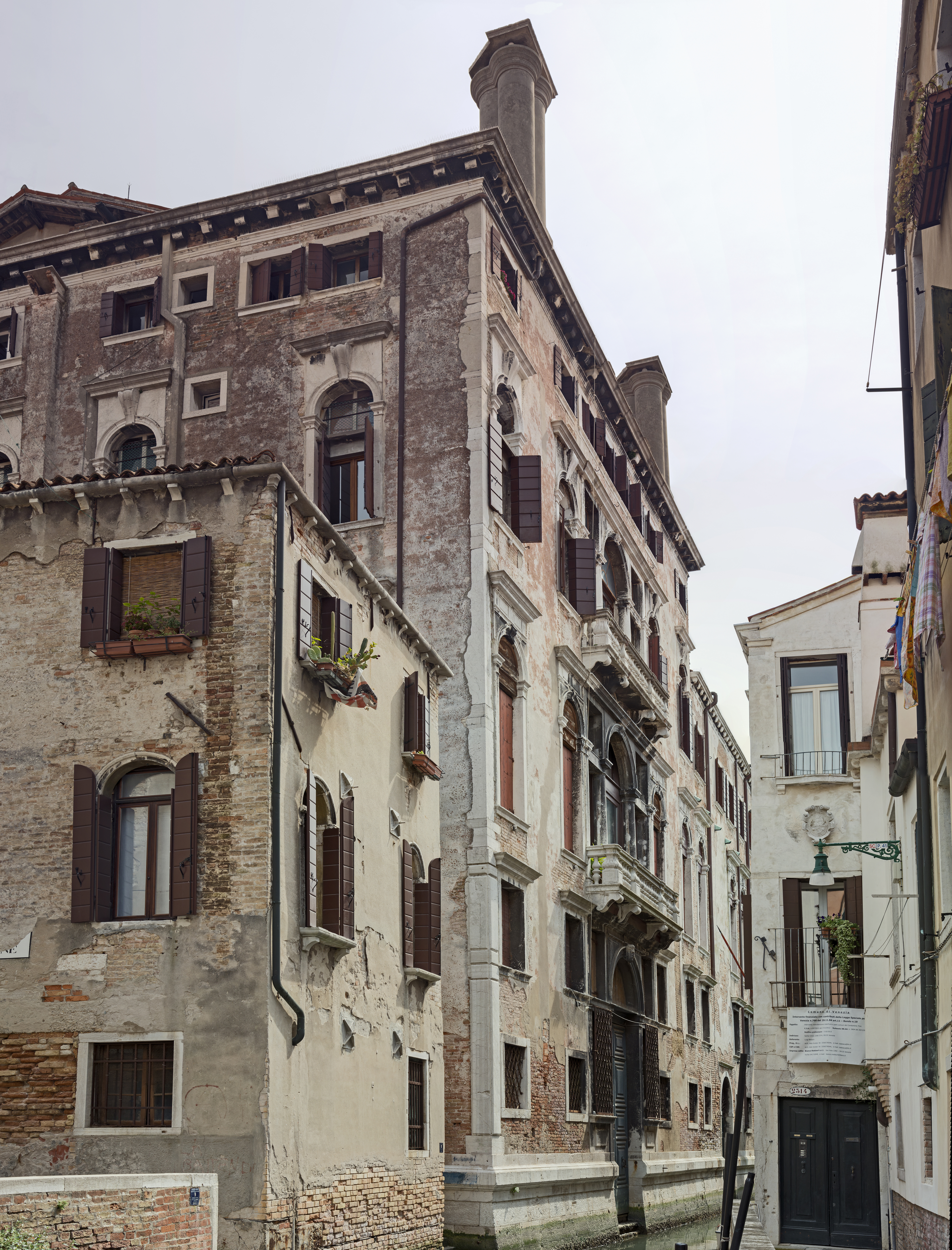
La facciata d'acqua vista dal Ponte delle Tette.
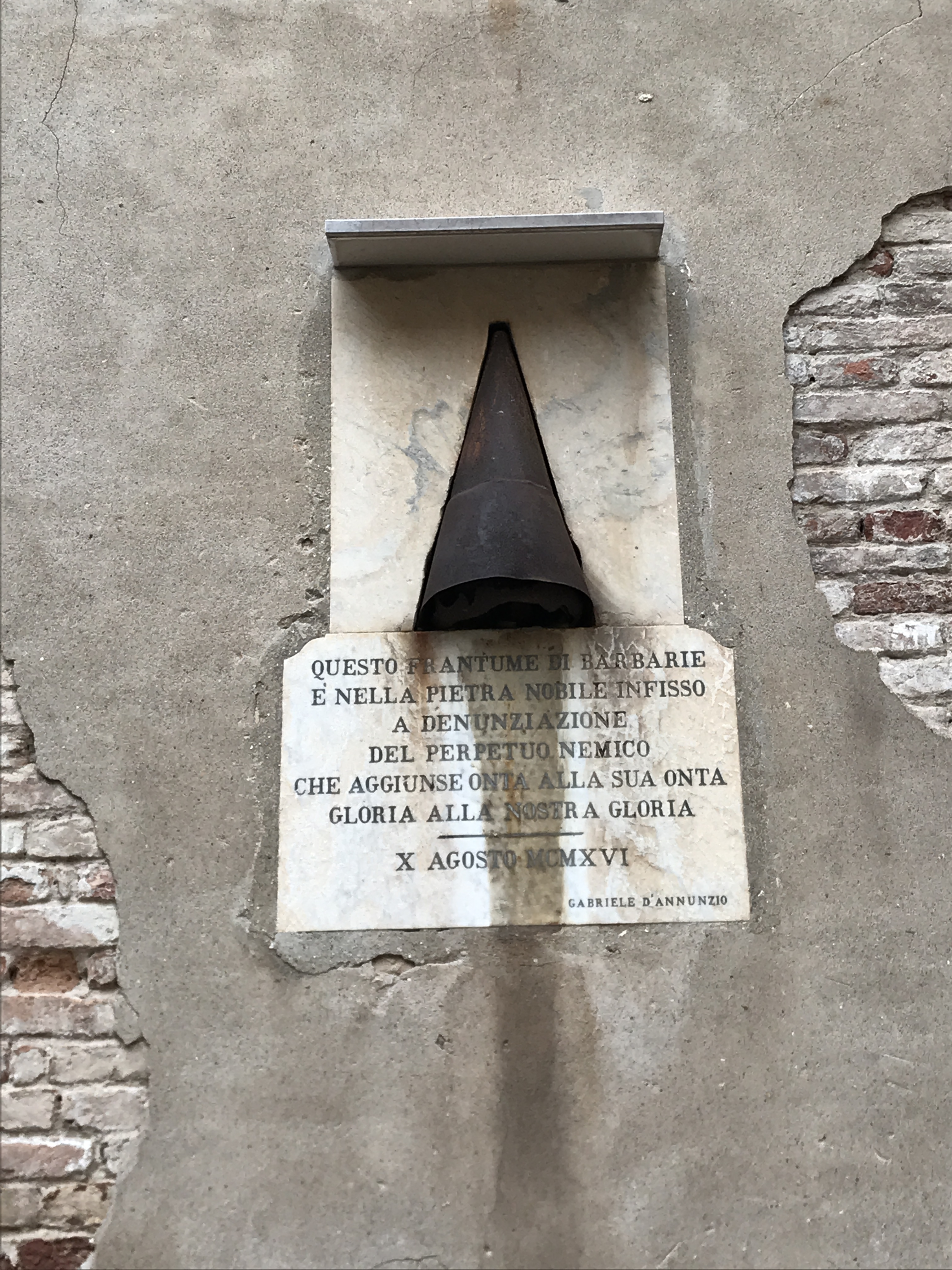
Lapide con l'ogiva di una bomba austriaca lanciata su Venezia durante la prima guerra mondiale; l'iscrizione sottostante è di Gabriele D'Annunzio.